# Ferroamp
Ferroamp AB (publ) är ett svenskt greentech-företag, med inriktning på energioptimering i fastigheter. Det är sedan 2019 noterat på First North på Stockholmsbörsen.
Ferroamp grundades av Björn Jernström 2010, baserat på en patenterad innovationen som förbättrar användningen av trefasleverans av elektricitet till fastigheter. Företagets system optimerar elsystem med integrerade solpaneler, småskalig vindenergi, energilagring och uppladdning av fordonsbatterier.
Företaget har omkring 60 anställda med utveckling och produktion i Spånga, samt kontraktstillverkning i Hongkong.